# 住吉大社
住吉大社（すみよしたいしゃ）是位於日本大阪府大阪市住吉區住吉的一座神社，是日本全国2300间住吉神社的总本社。為式内社（名神大社）、二十二社、攝津國一宮，舊社格為官幣大社（現神社本廳的別表神社）。其中4座本殿为日本国宝。
當地人也稱其為或，也以每年初詣參拜者多而聞名，每年年初约有200万人以上前来参拜。住吉大社與下關的住吉神社、博多的住吉神社并稱為日本三大住吉。

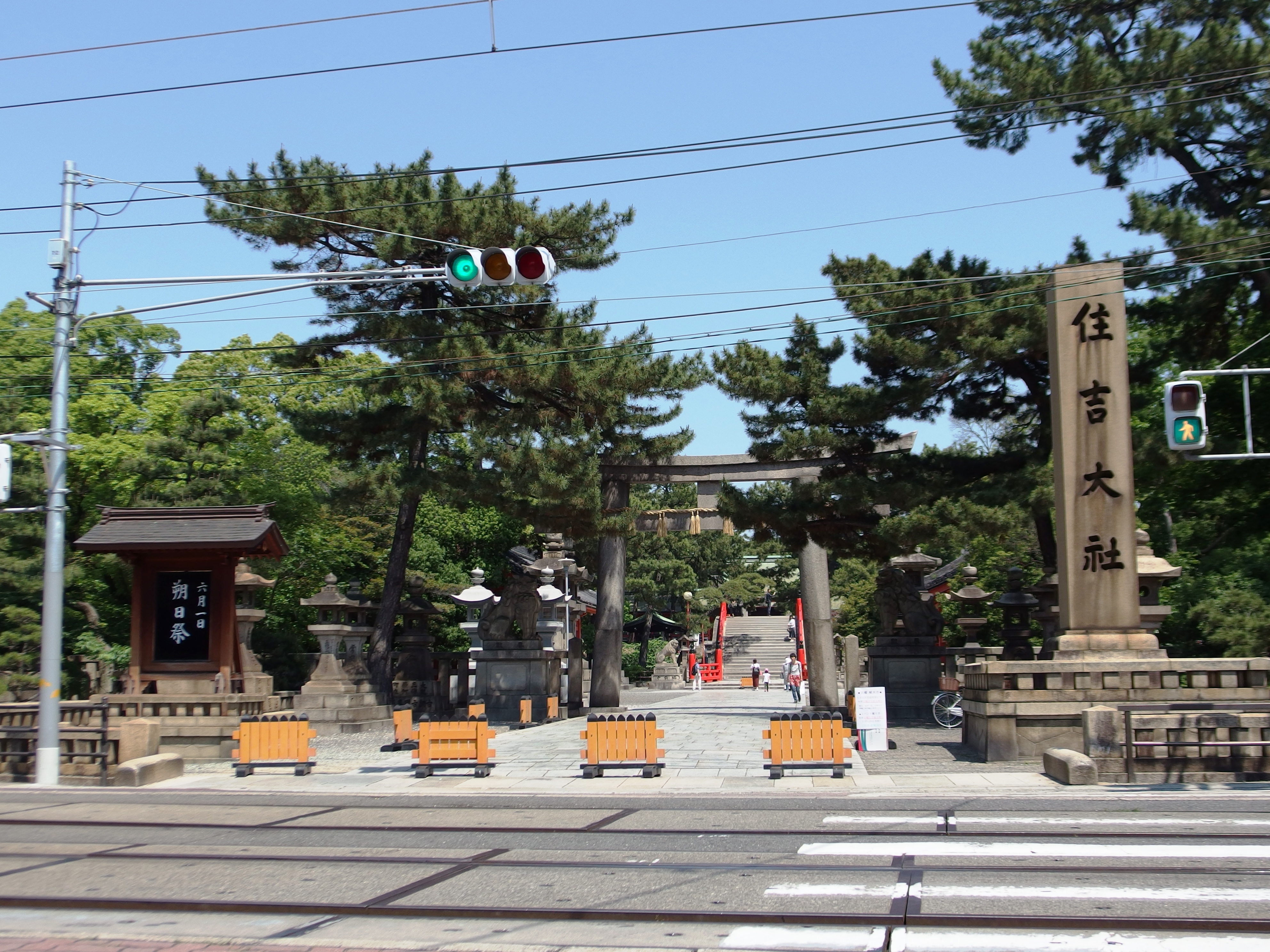
大社入口

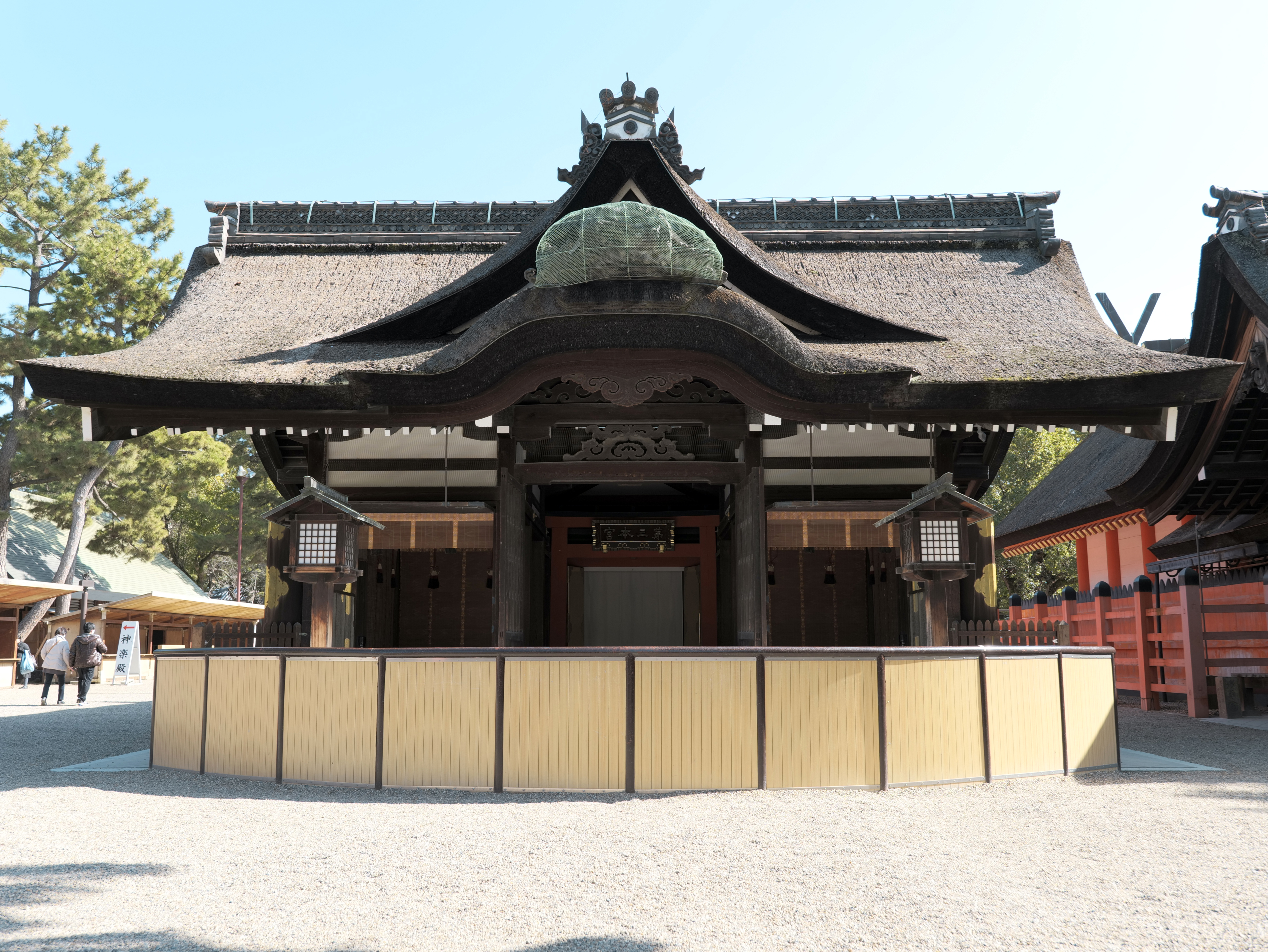
幣殿

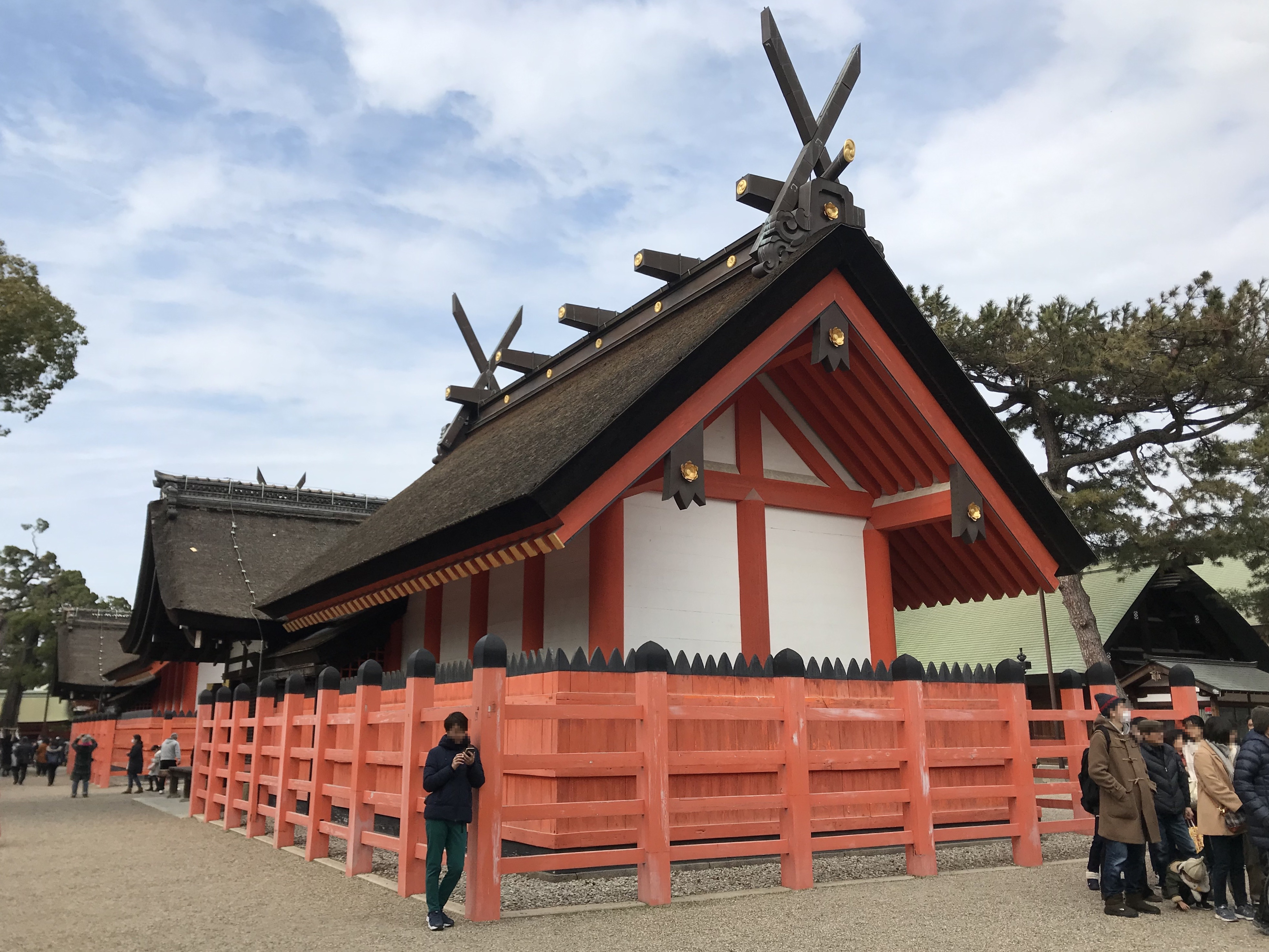
第二本宮

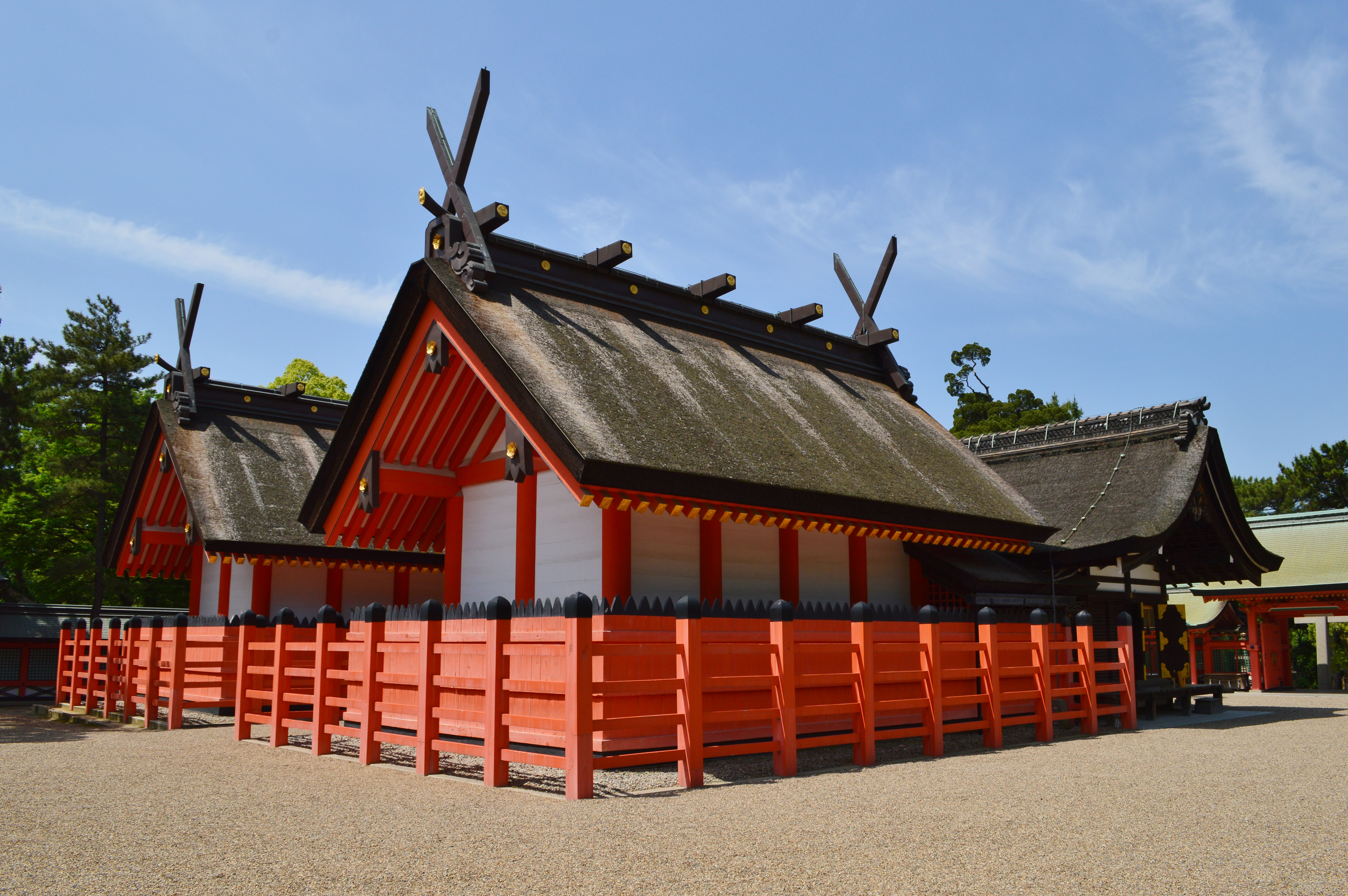
第三本宮、第四本宮本殿

## 建筑
住吉大社内的主要建筑有：
- 本殿：本殿为日本传统的住吉造，5世纪左右的建筑样式，现在的建筑为1810年重建。住吉造是神社建筑史上最古老的特殊建筑手法，已被指定为日本国宝。
- 反桥。为住吉大社的象征。拱桥倒映在水中形成一个圆，也被称为太鼓桥。
- 楠珺社。内有象征家宅平安和生意兴隆的招福猫。
- 种贷社。社内供奉求子的神明，还有象征上天赐予新生命的人偶。
- 五大力。据说只要搜集到五·大·力三种石头并作为护身符就能实现自己的愿望。
- 轻重石。占卜是否能实现愿望的石头。
- 侍者社。祈求保佑恋爱成功和夫妻白头到老的场所。

## 祭事
住吉大社每年的主要祭典有两个：
- 住吉祭，是住吉大社每年最重要的祭典，将举办各种各样的庆祝活动，如夏越祓神事、神輿渡御祭、荒和大祓神事等。时间为每年的7月30日-8月1日。祭典期间，住吉大社的关门时间也将延长到22点。
- 御田植神事，守护并传承古老传统的插秧仪式，被指定为日本重要无形民俗文化财。

其余祭典还有：
- 卯之葉神事
- 神輿洗神事（住吉祭的神事開始）
- 松苗神事
- 宝之市神事
- 初辰まいり
- 白馬神事
- 御結鎮神事
- 踏歌神事
- 観月祭
- 埴使

## 交通
乘坐大阪市内南海电气铁道的南海本线的住吉大社站（编号NK08）下车即可。在大阪关西国际机场的乘客可乘坐南海电气铁道机场线到堺站（编号NK11）换乘南海本线。

## 關連項目
- 神社

## 外部連結
- 住吉大社網頁（页面存档备份，存于）
- あきない住吉参り（南海電鐵）

34°36′46.07″N 135°29′34.59″E / 34.6127972°N 135.4929417°E